# Rajd Wismut 1983
Rajd Wismut 1983 (20. Rallye Wismut 1983) – 20. edycja rajdu samochodowego Rajd Wismut rozgrywanego w NRD. Rozgrywany był od 1 do 2 października 1983 roku. Rajd był siódmą rundą Rajdowego Pucharu Pokoju i Przyjaźni w roku 1983. Podczas rajdu 28 załóg (z Polski, Węgier, ZSRR, Bułgarii i Rumunii) zostało wykluczonych za przekroczenie prędkości na odcinku drogowym kończącym pierwszy etap. Tylko z ekipy NRD nikt nie został wykluczony.

## Klasyfikacja rajdu
| Miejsce                        | Kierowca                       | Pilot                          | Samochód                       | Czas                           | Strata                         |                                |
| Klasyfikacja generalna i RPPiP | Klasyfikacja generalna i RPPiP | Klasyfikacja generalna i RPPiP | Klasyfikacja generalna i RPPiP | Klasyfikacja generalna i RPPiP | Klasyfikacja generalna i RPPiP | Klasyfikacja generalna i RPPiP |
| ------------------------------ | ------------------------------ | ------------------------------ | ------------------------------ | ------------------------------ | ------------------------------ | ------------------------------ |
| 1.                             | Svatopluk Kvaizar              | Jiří Janeček                   | Škoda 130 RS                   | 2:39:12                        | -                              |                                |
| 2.                             | Vallo Soots                    | Toomas Putmaker                | Lada VAZ 21011                 | 2:51:45                        | +12:33                         |                                |
| 3.                             | Jiří Boček                     | Bohumil Kadlec                 | Škoda 130 RS                   | 2:55:44                        | +16:32                         |                                |
| 4.                             | Dieter Heimbürger              | Roland Weitz                   | Wartburg 353 W                 | 2:58:09                        | +18:57                         |                                |
| 5.                             | Bernd Melson                   | Peter Bresagk                  | Wartburg 353 W                 | 3:00:50                        | +21:38                         |                                |
| 6.                             | János Hideg                    | Zoltán Kecskeméti              | Lada VAZ 21011                 |                                |                                |                                |
| 7.                             | Heinz Galle                    | Wolfgang Kießling              | Trabant P601                   |                                |                                |                                |
| 8.                             | AndréBlossey                   | Rainer Friedemann              | Lada VAZ 2106                  |                                |                                |                                |
| 9.                             | Wolfgang Krügel                | Dieter Schenk                  | Wartburg 353 WR                |                                |                                |                                |
| 10.                            | Lutz Mattheus                  | Horst Künstler                 | Wartburg 353 W                 |                                |                                |                                |